# Saison 1899-1900 du FC Barcelone
Maillots
Chronologie
Saison suivante
La saison 1899-1900 du FC Barcelone est la première de l'histoire du club. Le club est fondé en novembre 1899 par Hans Gamper, un Suisse âgé de 22 ans établi à Barcelone depuis à peine une année. L'équipe commence à jouer dans l'ancien vélodrome de la Bonanova situé entre Turó Park et Vía Augusta. Les premières réunions du comité ont lieu au gymnase de Francesc Solé situé rue Montjuïc del Carme 5, près des Ramblas.

## Faits marquants

### 1899
- 22 octobre : l'hebdomadaire Los Deportes publie une annonce de Hans Gamper qui cherche des amateurs de football pour jouer des matchs. Les premiers entraînements avant la fondation du club ont lieu à l'hippodrome de Can Tunis.
- 29 novembre : première assemblée du comité au cours de laquelle est signée l'acte fondateur du club et la constitution d'un comité provisoire : Walter Wild (président), Lluís d'Ossó (secrétaire), Bartomeu Terradas (caissier), Hans Gamper (capitaine), Otto Künzli, Otto Maier, Enrique Ducay Aguilera, Pedro Cabot Roldós, Carlos Pujol, Josep Llobet et les frères John et William Parsons. Entre les socios qui n'assistent pas à la première assemblée il faut signaler Juan de Urruela, Fermín Lomba, Adolfo López, Francisco Cruzate, Eduardo Schülling et les frères Arthur et Ernest Witty.
- 8 décembre : premier match du FC Barcelone face au Team Anglais composé par des membres de la colonie anglaise de Barcelone, certains d'entre eux déjà socios du FC Barcelone.
- 13 décembre : deuxième assemblée qui voit le comité s'élargir en intégrant John Parsons (vice-président), Adolf López et William Parsons (vice-capitaine). Lors de cette réunion sont décidés les emblèmes du club. Les couleurs bleu marine et grenat sont choisies pour le maillot (les mêmes que portait Hans Gamper au FC Bâle, son ancien club) avec l'écusson de la ville de Barcelone sur le torse.
- 24 décembre : Hans Gamper marque le premier but de l'histoire du club.

### 1900
- 11 février : l'Anglais Stanley Harris devient le premier joueur expulsé de l'histoire du club lors d'un match contre le Catalán FC. L'incident provoque une bagarre générale qui pousse le capitaine Arthur Witty à renoncer au capitanat.
- 14 février : troisième assemblée, qui voit l'arrivée dans le comité d'Ernest Witty (vice-capitaine) et Juan Millet (sous-secrétaire). Lors de cette réunion, il est demandé à Arthur Witty de retirer sa démission car les incidents du match précédent ne sont pas jugés importants. La décision est prise de ne pas jouer contre le Catalán FC pendant un délai d'une année.